# Sajóhídvég, Borsod-Abaúj-Zemplén
Sajóhídvég este un sat în districtul Miskolc, județul Borsod-Abaúj-Zemplén, Ungaria, având o populație de 1.084 de locuitori (2011). 

## Demografie
Componența etnică a satului Sajóhídvég
     Maghiari (79,52%)
     Romi (20,48%)
Componența confesională a satului Sajóhídvég
     Reformați (34,23%)
     Romano-catolici (33,95%)
     Fără religie (5,35%)
     Greco-catolici (2,21%)
     Atei (1,2%)
     Necunoscută (23,06%)
     Alte religii (1,11%)
Conform recensământului din 2011, satul Sajóhídvég avea 1.084 de locuitori. Din punct de vedere etnic, majoritatea locuitorilor (79,52%) erau maghiari, cu o minoritate de romi (20,48%). Nu există o religie majoritară, locuitorii fiind reformați (34,23%), romano-catolici (33,95%), persoane fără religie (5,35%), greco-catolici (2,21%) și atei (1,2%). Pentru 23,06% din locuitori nu este cunoscută apartenența confesională.